# Казанская церковь (Вырица)
Це́рковь Каза́нской иконы Бо́жией Ма́тери — православный храм в посёлке Вырица Ленинградской области.
Приход храма относится к Гатчинской епархии Русской православной церкви, входит в состав Гатчинского районного благочиния. Настоятель — протоиерей Георгий Николаевич Преображенский (род. 1972).

## История
В 1910 году на землях князя Петра Витгенштейна был создан дачный посёлок «Княжеская долина», заселение которого началось сразу. Предполагалось выделить участок по Ракеевской улице между Пильным и Майским проспектами под строительство храма. Однако вопрос был поднят только 15 августа 1912 года на общем собрании жителей посёлка. При этом предложенный участок был признан неудобным, поэтому найден новый на углу Ракеевской улицы и Магистрального проспекта. Стоимость земли здесь была выше, чем на первом участке, но князь согласился сделать 50-процентную скидку, при этом почти половину оставшейся суммы пожертвовал сам. Необходимые 717 рублей были собраны жителями по подписке. Для того, чтобы у участка был владелец, основано Братство в честь Казанской иконы Божьей Матери, устав которого был утверждён 22 декабря митрополитом Санкт-Петербургским и Ладожским Владимиром. Председателем Братства стал священник Порфирий Десницкий, служивший в церкви св. Александра Невского в доме Училищного совета при Св. Синоде.
Совет братства решил вести строительство в память 300-летия царствования дома Романовых. На конкурс на проект храма было представлено пять работ. Большинством голосов был выбран проект архитекторов Владимира Апышкова и Михаила Красовского. Вопросы финансирования строительства храма решал Совет братства. Князь Пётр Витгенштейн на 717 рублей, которые уплатило братство за землю, приобрёл участок по Мельничному проспекту, 13 и разрешил использовать его лес на постройку храма. Кроме этого, на дополнительно собранные средства князь Витгенштейн продал ещё 1000 брёвен. Сам участок был снова продан, а средства владелец передал на строительство храма. Для повышения значимости предприятия в глазах великосветского общества братство обратилось ко князю императорской крови Иоанну Константиновичу с просьбой стать его почётным покровителем, на что было получено согласие (утверждён 2 мая 1914 года).
14 (27 н. ст.) июля 1913 года епископ Тобольский и Сибирский Алексий (Молчанов) совершил закладку храма. К зиме церковь была вчерне готова, участок обнесён забором. Отделка храма началась весной, 26 мая (8 июня н. ст.) 1914 года были подняты колокола и кресты, освящённые архиепископом Никоном (Рождественским). Строительство и оборудование храма обошлось в 53 904 рубля. Храм освятил 6 (19 н. ст.) июля 1914 года епископ Гдовский Вениамин (Казанский) в сослужении с митрофорным протоиереем Философом Орнатским. Почётный покровитель братства князь Иоанн Константинович отсутствовал: он находился на освящении храма у дер. Тярлево под Павловском, которое было совершено в тот же день.
До революции службы в храме совершались только в летний период, затем при ней был открыт приход, настоятелем которого в 1919 году стал протоиерей Порфирий Десницкий. В 1921 году в главном приделе храма был поставлен дубовый иконостас, перевезённый из закрытой приютской церкви братьев Бруснициных. В 1928—1930 годах приход примыкал к иосифлянскому движению. После закрытия Александро-Невской лавры в 1933 году в Вырицу переехал её духовник иеросхимонах Серафим (Муравьёв), который вначале периодически служил в храме, будучи его прихожанином. В 1938 году храм был закрыт. В его помещении расположился Осоавиахим, при этом прихожанам удалось сохранить большинство икон, утвари и элементов убранства храма.
После занятия Вырицы немцами в 1941 году храм был вновь открыт и считался «прифронтовым собором». Во многом согласие немецкого командования на службы в храме было обусловлено тем, что в посёлке стояло подразделение, в основном состоявшее из православных румын. Церковь не закрывалась и после освобождения Вырицы. С 1959 года уполномоченные Совета по делам Русской православной церкви по Ленинграду и области отказывали в регистрации священников при храме, чтобы возник предлог для его закрытия. Благодаря активной позиции жителей посёлка, направлявших ходатайства вплоть до Президиума Верховного Совета СССР, в феврале 1966 года храм получил постоянного священника.

## Архитектура, убранство
Храм построен в стиле шатровых деревянных церквей Русского Севера, в частности Олонецких и Вологодских. Его уникальность состоит в том, что автор проекта, М. В. Красовский, был первоклассным знатоком русского деревянного зодчества (им издан: Курс истории русской архитектуры. Часть I. Деревянное зодчество. Пгр., 1916). При строительстве были применены современные на тот момент технологии. Здание представляет собой традиционный для шатровых храмов тип восьмерик на четверике. Сама церковь окружена гульбищем и имеет подклет. Вход в храм осуществляется через крыльцо, ведущее в притвор. Рассчитана церковь на 600—700 молящихся.
В храме устроены три придела: главный — в честь Казанской иконы Божией Матери; южный — во имя святителя Николая Чудотворца; северный (в подклете) — во имя преподобных Серафима Саровского и Алексия, человека Божия.
Первый дубовый резной двухъярусный иконостас был устроен по рисункам М. В. Красовского. В 1921 году он был перенесён в Никольский придел. Иконы на Царских вратах, а также образа Спасителя и Божьей Матери исполнены в стиле открытого греческого письма. Центральный деревянный иконостас из морёного дуба был перевезён в 1922 году из церкви святителя Николая Чудотворца при Доме призрения малолетних детей сирот в память Николая и Елены Брусницыных на Косой линии (освящена в 1897 году). Оттуда же перенесены клиросы и большие иконы в киотах. Также из Никольского храма две картины Н. А. Кошелева, написанные им в 1898 году: «Божия Матерь — Всех скорбящих Радость» и «Благословение детей».
Престол кипарисный на дубовой основе с мраморной отделкой был подарен к освящению храма А. А. Кузнецовым и М. М. Игнатьевым. При освящении П. И. Летуновским было пожертвовано двухъярусное бронзовое паникадило на 28 свечей с хрустальными цепями. После освящения в храме находилась икона Воскресения Христова с частицей камня Гроба Господня, присланная патриархом Иерусалимским Дамианом.
У правого клироса центрального придела в киоте-поставце находится Казанская икона Божией Матери — родовой образ семьи Муравьёвых, из которой происходил преподобный Серафим Вырицкий. Среди святынь храма: епитрахиль преподобного Серафима Вырицкого, частицы мощей преподобных Серафима Саровского и Никандра Городноезерского, великомученицы Екатерины, священномученика Антипы, преподобного Симеона Псково-Печерского, Святителя Николая Чудотворца архиепископа Мир Ликийских, святого великомученика Георгия победоносца и др.

## Территория храма
На территории храма располагаются: часовня, скважина с питьевой водой, трапезная, церковные лавки и небольшое кладбище

### Часовня преподобного Серафима Вырицкого
В 2001 году над могилой преподобного Серафима Вырицкого по проекту С. А. Павлова была выстроена деревянная часовня клетского типа. В часовне рядом с преподобных могила его бывшей до монашества супруги — схимонахини Серафимы (Муравьёвой) (1872—1945).

### Погребения
На территории храма расположено несколько погребений:
- протоиерея Порфирия Сергеевича Десницкого (1874—1935), настоятеля храма, за алтарём, перезахоронен 2 октября 2011 года
- Александры Терентьевны Десницкой (1884—1935), супруги протоиерея Порфирия, за алтарём, перезахоронена 2 октября 2011 года
- Наталии Михайловны Евстигнеевой (1890—1976), почитаемой как блаженная старица, перезахоронена 2 октября 2012 года
- монахини Иоанны (Шихобаловой Веры Дмитриевны) (1869—1944), проживавшей в 1905 — 1917 годах в семье Муравьёвых, затем насельницы Новодевичего монастыря.
- иеромонаха Антония (1883—1948), настоятеля храма
- протоиерея Алексия Алексеевича Кибардина (1882—1961), настоятеля храма, за алтарём, перезахоронен 2 октября 2011 года
- Фаины Сергеевны Кибардиной (1883—1947), супруги протоиерея Алексия. Эпитафия: «Да упокой, Господи, чистую душу страдалицы в вечных селениях со святыми».
- протоиерея Алексия Ильича Коровина (1940—2005), настоятеля храма
- Маргариты Николаевны Муравьёвой-Набоко (1917—2004), внучки преподобного Серафима Вырицкого
- схимонахини Варвары (1907—1999), старицы и молитвенницы
- монахини Марии (Рагозиной, 1903—1992), молитвенницы за усопших

## Духовенство
| Настоятели церкви                  | Настоятели церкви                              |
| Даты                               | Настоятель                                     |
| ---------------------------------- | ---------------------------------------------- |
| 1914—1935                          | протоиерей Порфирий Десницкий (1874—1935)      |
| 1935—1937                          | протоиерей Александр Мартынов (… — после 1941) |
| 1937—1938                          | службы не совершались                          |
| 1938—1941                          | период закрытия храма                          |
| осень 1941—1942                    | протоиерей Владимир Богданов (1868—1960)       |
| 1943                               | протоиерей Михаил Ноздрин                      |
| август 1943—1944                   | священник Иоанн Молчанов (1891 — …)            |
| 1 сентября 1944—1945               | иеромонах Антоний (Стальмаков) (1883—1948)     |
| 3 августа 1945 — 21 января 1950    | протоиерей Алексий Кибардин (1882—1961)        |
| январь 1950 — 17 января 1959       | священник Михаил Иванов (1922—1959)            |
| 1959—1962                          | данные не установлены                          |
| 1962                               | протоиерей Борис Воскресенский (1914—1999)     |
| 1962—1966                          | постоянного священника не было                 |
| 1966—1968                          | протоиерей Александр Мощанский (1894—1981)     |
| 20 октября 1968 — 26 сентября 2005 | протоиерей Алексий Коровин (1940—2005)         |
| 2005 — настоящее время             | протоиерей Георгий Преображенский (род. 1972)  |

## Нумизматика
4 июня 2018 года Банк России выпустил в обращение памятную серебряную монету номиналом 3 рубля «Церковь Казанской иконы Божией Матери, п. Вырица» серии «Памятники архитектуры России»